# 13638 Fiorenza
13638 Fiorenza è un asteroide della fascia principale interna. Scoperto nel 1996, presenta un'orbita caratterizzata da un semiasse maggiore pari a 2,350702 UA e da un'eccentricità di 0,092228, inclinata di 7,464293° rispetto all'eclittica. Ha un diametro di 3,742 km e un'albedo di 0,347.
Fa parte della famiglia di asteroidi Vesta.
È stato dedicato a Fiorenza Tombelli, sorella della scopritrice.